# 扎克·杜克
扎卡裡·托馬斯·杜克（英語：Zachary Thomas Duke，1983年4月19日—），出生於美國德克薩斯州克里夫頓，為前美國職棒大聯盟的投手。

## 棒球生涯

### 小聯盟時期
杜克高中畢業後被匹茲堡海盜在2001年選秀大會上第20輪選中，他從海盜新人等級的球隊開始職業生涯。2004年他投出了當年全小聯盟最低的1.46防禦率，並且拿到了15勝，在小聯盟排名第三。他也獲得海盜隊小聯盟年度最佳投手獎和卡羅萊納聯盟年度最佳投手的榮譽。他在美國棒球雜志的新秀評選中名列東方聯盟第六以及卡羅萊納聯盟第四。他也被認為是小聯盟中變化球投得最好的投手之一。

### 大聯盟時期
2005年7月2日，杜克首次在大聯盟登板亮相，在對密爾瓦基釀酒人的比賽中，他投出9次三振，這是自1992年7月31日提姆·韋克菲爾德以來在大聯盟處子秀投出最多三振的海盜隊投手。杜克在他登陸大聯盟的第一個月表現十分出色，曾連續22局未失分，包括了7月16日對芝加哥小熊的完封勝。杜克被選為國聯七月最佳新人，他0.87的防禦率在大聯盟所有先發投手中最低的。他成為海盜隊史上第二位連續贏得生涯前六場勝利的新人投手，並且是活球時代以來第四位在前六場先發後防禦率低於1的投手。
2006年是杜克在海盜隊第一個完整的賽季，他也成為球隊的王牌投手。這個賽季他主投215.1局，是自2000年克裡斯·本森以來首位投球局數超過兩百局的海盜隊投手，他還有完投兩場，也是海盜隊投手群整個賽季唯一的兩場完投。
2007年杜克成為球隊的開幕戰先發投手。但在季中由於左手肘肌腱炎進入傷病名單，直到季末才回到大聯盟。由於受到傷病的影響，杜克這個賽季表現不佳，僅投出3勝8敗、防禦率5.53的成績。
2009年杜克首次入選全明星賽。

## 私人生活
杜克和他的妻子克莉絲汀·格羅絲（Kristin Gross）於2007年11月在印第安納州的埃文斯維爾結婚。他們是在格羅絲擔任印地安那波利斯印地安人的主持人期間認識的。格羅絲還曾參加過美國偶像。他們目前居住在匹茲堡。
杜克最好的朋友是海盜隊的終結者麥特·卡普斯。

## 外部鏈接
- 球員資訊和成績在MLB ，ESPN ，Retrosheet ，Baseball Reference ，Baseball Reference (Minors) ，Fangraphs ，The Baseball Cube ，Baseball Almanac （英文）